# ميدا
ميدا هي مدينة من مدن البرتغال. يبلغ عدد سكانها 5,202 نسمة وذلك حسب إحصائيات سنة 2011. تبلغ مساحتها 286.05 كم².

## وصلات خارجية
- الموقع الرسمي